# 日本知的障害者陸上競技連盟
特定非営利活動法人日本知的障がい者陸上競技連盟（にほんちてきしょうがいしゃりくじょうきょうぎれんめい）は日本パラスポーツ協会・日本パラリンピック委員会に加盟し、日本の知的障害者陸上競技を代表する唯一の団体である。2023年日本パラ陸連に統合され解散

## 概要
全日本知的障がい者スポーツ協会にも加盟し日本ID陸上競技選手権大会、日本IDフルマラソン選手権大会、日本IDハーフマラソン選手権大会、強化合宿、指導者講習会等の開催、世界選手権大会への選手派遣等の事業を実施している。日本ID陸上競技選手権大会、日本IDフルマラソン選手権大会には本連盟の選手登録会員であることを要しこれら大会の成績優秀者からジャパンパラ競技大会（陸上競技）への参加選手の推薦や国際大会に向けて強化指定選手を選考のうえ日本代表選手団を結成派遣している。
- 1998年長野で開催された冬季パラリンピックに初めて知的障害者の競技がクロスカントリースキー種目のみに採用され、これを機にパラリンピックにおける知的障害者クラスの競技種目拡大が期待された。しかし00シドニーで開催された夏季パラリンピックに知的障害者クラスのバスケットボール種目にスペインなどで複数（12名中10名も）の健常者が出場して金メダルをさらう不正行為が発覚し、これ以降国際知的障害者スポーツ連盟(INAS-FID) の選手はパラリンピックの全ての正式競技から排除された。その後復帰するための活動が続けられて2012年にイギリスのロンドンで開催されたパラリンピックには12年ぶりに知的障害者の選手が陸上と水泳及び卓球に出場を認められた。
- ロンドンパラリンピックにおいて本連盟から陸上競技選手団が派遣された。
- 仁川2014年アジアパラ競技大会アジアパラ競技大会には男女合わせて285名の日本選手が派遣され、その内本連盟からは男子6名女子7名の13名を派遣し金メダル1、銀メダル4、銅メダル5を獲得した。

## 所在地等
- 千葉県山武市上横地268－10